# Aurora Egido Martínez
Aurora Egido Martínez (Molina de Aragón, Guadalajara, 1946) és una filòloga hispànica espanyola catedràtica de literatura espanyola en la Universitat de Saragossa. Les seves recerques se centren en la literatura espanyola del Segle d'Or, especialment en l'àmbit de la literatura aragonesa. És una de les màximes especialistes en Baltasar Gracián i en la literatura barroca espanyola en general. Ha obtingut, entre altres reconeixements, la Medalla de les Corts d'Aragó de 2005 i en el Premi Nacional d'Investigació Ramón Menéndez Pidal el 12 de març de 2009.

## Biografia
Es va doctorar en Filologia Espanyola per la Universitat de Barcelona amb una tesi dirigida per José Manuel Blecua La poesia aragonesa del siglo XVII y el culteranismo.
Catedràtica de Literatura espanyola de la Universitat de Saragossa, ha estat professora de les Universitats de Barcelona, Autònoma de Barcelona i Lleó. També ha estat lectora d'espanyol o professora visitant a Cardiff, el Westfield College de Londres, la Universitat de Califòrnia de Los Angeles i la Johns Hopkins de Baltimore. Va ser nomenada també Professora Distingida per la Universitat de Nova York i catedràtica de la Universitat de Cambridge. Entre els seus acompliments cal esmentar també la vicerectoria d'Humanitats de la Universitat Internacional Menéndez Pelayo.
Ostenta la direcció de la Càtedra «Baltasar Gracián» de la Institución Fernando el Católico i és Acadèmica de Nombre de la Reial Acadèmia de Nobles y Bellas Artes de San Luis, ambdues importants institucions culturals de Saragossa.
Presidenta d'Honor de la Societat Espanyola d'Emblemàtica, fundadora de l'Associació Internacional Segle d'Or i de la junta fundacional del Centre per a l'Edició dels Clàssics Espanyols, és membre de l'Associació de Cervantistes, el Centre d'Estudis Humanístics i l'Associació Internacional d'Hispanistes.
Pertany al consell de redacció de diverses destacades revistes especialitzades acadèmiques de Filologia Hispànica, tals la Hispanic Review, Hispanic Research Journal, Bulletin of Hispanic Studies, Criticón o Rivista di Filologia i Letterature Ispaniche.
El 23 de maig de 2013 va ser escollida per ocupar la butaca "B" de la Reial Acadèmia Espanyola, vacant des de la defunció del cineasta José Luis Borau Moradell el 23 de novembre de 2012. Va prendre possessió de la seva plaça el 8 de juny de 2014 amb un discurs titulat La búsqueda de la inmortalidad en las obras de Baltasar Gracián.
Ha publicat nombroses edicions literàries, com les Rimas de Juan de Moncayo, el poema extens Aula de Dios, Cartuja Real de Zaragoza de Miguel de Dicastillo, el Paraíso cerrado para muchos, jardines abiertos para pocos de Soto de Rojas, La fiera, el rayo y la piedra de Calderón de la Barca, l'autògraf d' El Héroe de Baltasar Gracián i la millor edició disponible d' El Discreto, entre d'altres.

## Monografies
- El Águila y La Tela: Estudios sobre San Juan de la Cruz y Santa Teresa de Jesús
- La poesía aragonesa del siglo XVII: raíces culteranas
- Silva de Andalucía: estudios sobre el Barroco
- Fronteras de la poesía en el Barroco
- Cervantes y las puertas del sueño: estudio sobre «La Galatea», «El Quijote» y «el Persiles»
- El gran teatro de Calderón: personajes, temas, escenografía
- La rosa del silencio: estudios sobre Gracián
- Las caras de la prudencia y Baltasar Gracián
- Humanidades y dignididad del hombre en Baltasar Gracián
- Bodas de Arte e Ingenio. Estudios sobre Baltasar Gracián